# フェムト秒化学
フェムト秒化学(フェムトびょうかがく、Femtochemistry)は、フェムト秒(1フェムト秒は10-15秒)程度の非常に短い時間における、化学反応過程を対象とした研究分野である。1999年に、アハメッド・ズウェイルはこの分野における先駆的な研究でノーベル化学賞を受賞した。ズウェイルの用いた技術では、数フェムト秒程度の超短パルスレーザーを用いる。これにより特定の化学反応がなぜ起こりやすいかを調べたり、反応前後の化合物のみからは推測できない、反応中間体の詳細を明らかにすることが可能となる。一方、同じ手法に基づいた反応制御の可能性に関する研究報告が多くあるが、いまだ議論の余地がある。
フェムト秒化学において現在広く使われている技術は、ポンプ-プローブ分光法である。この方法は、可変の時間間隔を持った、2回以上のレーザーパルスを用いることで、化学反応の過程を調べるものである。まず、1回目のパルス(ポンプ光)により、化学結合を切ったり反応物を励起して、反応を開始させる。続いて2回目のパルス(プローブ光)を用いることにより、特定の時間経過後の反応系の状態を調べることができる。化学反応の進行につれて、プローブ光に対する反応系の応答が変化するため、ポンプ光とプローブ光の時間間隔を連続的に変化させることで、反応系の時間発展を追跡することが可能となる。